# Stora tjärnet, Halland
Stora tjärnet är en sjö i Falkenbergs kommun i Halland och ingår i Ätrans huvudavrinningsområde.